# (16038) 1999 GD18
A (16038) 1999 GD18 a Naprendszer kisbolygóövében található aszteroida. A LINEAR projekt keretében fedezték fel 1999. április 15-én.